# Даху, Джамел
Джамел Даху (фр. Djamel Dahou; род. 7 июня 1992 в Тиарете, Алжир) — алжирский боксёр-профессионал выступавший в полусредней и первой полусредней весовых категориях. Чемпион Африки (2013) и мира (2014) по версии UBO, временный чемпион мира среди молодёжи по версии WBC (2013—2014).

## Карьера
Дамел Даху дебютировал на профессиональном ринге 19 ноября 2010 года победив по очкам своего соотечественника Фатеха Моуну (4-3-3). Затем провёл ещё 4 рейтинговых поединка против трёх алжирских и одного марокканского боксёра, которые завершились его досрочной победой. Затем, в своём шестом профессиональном поединке, 20 апреля 2013 года вышел в ринг против танзанийского спортсмена Хамиса Аджали (9-5-1). На кону в этом поединке стоял вакантный титул чемпиона Африки в полусреднем весе по версии Универсальной боксёрской организации (UBO). Бой продлился два раунда и завершился победой Даху нокаутом.
После победы над Аджали, Джамел провёл четыре рейтинговых поединка в Гане против местных боксёров боксёров. Эти бои также завершитель досрочной победой Даху. После эти боёв 20 сентября 2013 года Даху вышел на поединок за титул временного чемпиона мира в первом полусреднем весе среди молодёжи по версии Всемирного боксёрского совета (WBC), его оппонентом стал представитель Ганы Фрэнк Додзи (14-7). Этот поединок завершился победой алжирца в третьем раунде.
После поединка против Додзи, Даху 12 сентября 2014 года нокаутировал в первом раунде танзанийского боксёра Саида Езиду (29-12-1) и завоевал вакантный титул чемпиона мира по версии Универсальной боксёрской организации. 19 декабря того же года Джамел провёл поединок-защиту титула временного чемпиона Всемирного боксёрского совета против мексиканца Даниэля Армандо Валенсуэлы (33-24-2) и победил его нокаутом в первом раунде.